# 浦河郵便局
浦河郵便局（うらかわゆうびんきょく）は北海道浦河郡浦河町にある郵便局。民営化前の分類では集配普通郵便局であった。

## 概要
住所：〒057-8799 北海道浦河郡浦河町浜町7
民営化直前の集配業務再編において、多くの集配普通郵便局は統括センターとなったが、当局は配達センターとされたため、民営化後も郵便事業株式会社の支店は併設されず、集配センターが併設された。

## 沿革
- 1875年（明治8年）1月2日 - 浦河郵便局（五等）として開設[1]。
- 1886年（明治19年）7月 - 為替・貯金取扱を開始。
- 1891年（明治24年）6月1日 - 浦河郵便電信局となる。
- 1903年（明治36年）4月1日 - 通信官署官制の施行に伴い浦河郵便局となる。
- 1968年（昭和43年）12月1日 - 和文電報受付事務および電話通話事務を開始[2]。
- 1977年（昭和52年）11月14日 - 浦河町昌平町から同町浜町へ移転。
- 1999年（平成11年） - 外国通貨の両替および旅行小切手の売買に関する業務取扱を開始。
- 2006年（平成18年）9月19日 - 西舎郵便局および荻伏郵便局から集配業務を移管[3]。
- 2007年（平成19年）10月1日 - 民営化に伴い、併設された郵便事業苫小牧支店浦河集配センターに一部業務を移管。
- 2012年（平成24年）10月1日 - 日本郵便株式会社の発足に伴い、郵便事業苫小牧支店浦河集配センターを浦河郵便局に統合。

## 取扱内容
- 郵便、印紙、ゆうパック、内容証明
- 貯金、為替、振替、振込、国際送金、外貨両替・トラベラーズチェック、国債、投資信託
- 生命保険、バイク自賠責保険、自動車保険、がん保険、引受条件緩和型医療保険
- ゆうちょ銀行ATM
- 浦河郡浦河町の集配業務

## 周辺
- 浦河大黒座（映画館）
- 浦河町総合文化会館
- 第一管区海上保安本部 浦河海上保安署
- 国道235号

## アクセス
- 旧・JR日高本線浦河駅から南東へ約800m（徒歩約9分）
- ジェイ・アール北海道バス日勝線、道南バス 大通3丁目停留所下車
- 駐車場あり：4台